# Ehrendal Norra naturreservat
Ehrendal Norra naturreservat är ett naturreservat i Gnesta kommun  i Södermanlands län.
Området är naturskyddat sedan 2020 och är 74 hektar stort. Reservatet ansluter i norr till naturreservatet Hårbyskogen och består av gammal tallskog och barrblandskog.